# Si, Suzhou
Si, tidigare romaniserat Szehsien, är ett härad i Suzhous stad på prefekturnivå i provinsen Anhui i östra Kina.
Si är indelat i tolv köpingar, tre socknar och två administrativa enheter på sockennivå.
Köpingar (zhen):

- Caogou (草沟镇)
- Caomiao (草庙镇)
- Changgou (长沟镇)
- Dazhuang (大庄镇)
- Dinghu (丁湖镇)
- Dunji (墩集镇)
- Heita (黑塔镇)
- Huangxu (黄圩镇)
- Liuxu (刘圩镇)
- Pingshan (屏山镇)
- Shantou (山头镇)
- Sicheng (泗城镇)

Socknar (xiang):

- Dalukou (大路口乡)
- Dayang (大杨乡)
- Wafang (瓦坊乡)

Område på sockennivå:
- Sixian Kaifaqu Guanweihui utvecklingszon (泗县开发区管委会)